# Зникаючі хвилі
Зникаючі хвилі (Аврора) — науково-фантастичний трилер 2012 року режисерки Крістіни Буожите.

## Про фільм
Лукас — молодий нейробіолог, запрошений взяти участь у наукових експериментах і стати їхнім головним об'єктом спостереження. Аврора — жінка в комі після автокатастрофи, яка також бере участь у випробуваннях.
Мета наукового експерименту полягає в тому, щоб за допомогою нейронів передати інформацію від мозку жінки в комі до мозку Люка, який бере участь у цьому експерименті, і спостерігати, як ця інформація отримується, як вона функціонує та впливає на людину. досвід.
Коли починається експеримент, Люка затягує в спокусливий світ Аврори, де ця приваблива, пристрасна жінка навіть не підозрює, що перебуває в комі. Між Люком і Авророю виникає особливий зв'язок.
Однак загиблий в автокатастрофі чоловік Аврори Сталкер починає руйнувати їхні почуття.

## Знімались
| Актор                       | Роль    |
| --------------------------- | ------- |
| Маріус Ямпольскіс           | Лукас   |
| Юрга Ютайте                 | Аврора  |
| Рудольф Янсонас             | Йонас   |
| Даріус Мешкаускас           | Даріус  |
| Шарунас Бартас              | Чоловік |
| Брайс Фурньє                | Томас   |
| Мацей Марчевський           | Алекс   |
| Габія Яраманайте-Ришкувієне | Доктор  |